# Kópháza
Kópháza (niem. Kohlenhof) – wieś i gmina w północno-zachodniej części Węgier, w pobliżu miasta Sopron. Gmina liczy 2053 mieszkańców (styczeń 2011) i zajmuje obszar 8,72 km².

## Położenie
Miejscowość leży na obszarze Małej Niziny Węgierskiej, w pobliżu granicy austriackiej. Administracyjnie należy do powiatu Sopron-Fertőd, wchodzącego w skład komitatu Győr-Moson-Sopron.
We wsi znajduje się kościół rzymskokatolicki.